# Eumenes II
Eumenes II (en griego antiguo: Εὐμένης Βʹ), (reinado: 197 a. C.-159 a. C.) fue rey de Pérgamo y miembro de la dinastía atálida. Era hijo de Átalo I y de una cierta Apolonis, originaria de Cícico, a quien Polibio rinde homenaje en su Historia general.

## Actividad política
Se alió a los romanos para oponerse a la expansión seléucida hacia el mar Egeo, y finalmente derrotó a Antíoco III Megas en la batalla de Magnesia en el 190 a. C. Tras la paz de Apamea en el 188 a. C., obtuvo las provincias de Frigia, Lidia y Panfilia de sus aliados romanos, ya que estos no deseaban dominar más territorios, sino un estado fuerte en Asia Menor que sirviese de freno a cualquier posible expansión seléucida en el futuro.

## Actividad cultural
Llevó a cabo una verdadera política cultural e hizo construir la Biblioteca de Pérgamo, digna de rivalizar con la de Alejandría. El rey Ptolomeo V, celoso de esta biblioteca, que hacía sombra a la suya, habría hecho suspender las exportaciones de papiro a Pérgamo, pensando acabar así con su desarrollo. Pero según Plinio el Viejo, esto fue la causa del origen de la invención del pergamino, ya que no disponiendo de papiro para escribir, tuvieron la idea de utilizar la piel de un animal joven, que resultaba más sólida y menos frágil. A pesar de estas ventajas, al resultar más caro que el papiro, tardó varios siglos en imponerse su uso.